# Walter Czeratzki
Walter Czeratzki (* 9. Dezember 1912 in Skudayen, Ostpreußen; † 17. Juli 1978 in Braunschweig) war ein deutscher Acker- und Pflanzenbauwissenschaftler.

## Leben und Wirken
Walter Czeratzki studierte von 1934 bis 1937 Landwirtschaft an der Technischen Hochschule Danzig und an der Universität Halle. Nach bestandenem Diplomexamen verblieb er in Halle und arbeitete als wissenschaftlicher Assistent bei Theodor Roemer am Institut für Pflanzenbau und Pflanzenzüchtung. Hier beschäftigte er sich vorrangig mit agrikulturphysikalischer Grundlagenforschung.
1940 promovierte er mit einer Arbeit über den Einfluss der Bodenquellung und der Kolloidschrumpfung auf die Bodenstruktur. Kriegsdienst und Kriegsgefangenschaft unterbrachen seine wissenschaftliche Tätigkeit. Nach 1945 arbeitete er zunächst in einem privaten Saatzuchtbetrieb, von 1947 bis 1949 beim Bundessortenamt in Rethmar. Dort beschäftigte er sich mit der Geschichte der Sortenprüfungen von Zuckerrüben.
Von 1950 bis 1977 war Czeratzki als wissenschaftlicher Mitarbeiter bei der Bundesforschungsanstalt für Landwirtschaft in Braunschweig tätig, zunächst im Institut für Bodenbearbeitung, seit 1971 im Institut für Pflanzenbau und Saatgutforschung. Schwerpunkte seiner Forschung waren hier Untersuchungen über Fragen der Bodenbearbeitung, der Bodenstruktur, der Wasserbewegung im Boden und der Feldberegnung. Meisterhaft verstand er es, in fundierten Übersichtsbeiträgen den jeweiligen Kenntnisstand von aktuellen Forschungsproblemen darzustellen und dabei gleichzeitig Maßnahmen aufzuzeigen, wie die Praxis der Landbewirtschaftung verbessert werden kann.

## Auszeichnungen
- 1969 Verdienstkreuz am Bande des Verdienstordens der Bundesrepublik Deutschland
- 1978 Verdienstkreuz 1. Klasse des Verdienstordens der Bundesrepublik Deutschland

## Veröffentlichungen (Auswahl)
- Sortenprüfungen der Zuckerrüben in Deutschland seit 1920 (gemeinsam mit Theodor Roemer). In: Kühn-Archiv, Bd. 62, 1949, S. 1–64.
- Die Bedeutung des Bodenfrostes für den Ackerbau und speziell für die Bodenbearbeitung. In: Landbauforschung Völkenrode, Jg. 21, 1971, S. 1–12.
- Die Stickstoffauswaschung in der Pflanzenproduktion. In: Landbauforschung Völkenrode, Jg. 23, 1973, S. 1–18.
- Probleme der Bodenbearbeitung in der Pflanzenproduktion. In: Berichte über Landwirtschaft, Bd. 56, 1978, S. 265–276.